# Station Mundolsheim
Station Mundolsheim is een spoorwegstation in de Franse gemeente Mundolsheim.

## Treindienst
| Serie      | Treinsoort | Route                                                             | Bijzonderheden |
| ---------- | ---------- | ----------------------------------------------------------------- | -------------- |
| TER 830500 | TER (SNCF) | Strasbourg-Ville – Mundolsheim – Haguenau – Wissembourg           |                |
| TER 832900 | TER (SNCF) | Strasbourg-Ville – Mundolsheim – Haguenau – Niederbronn-les-Bains |                |